# Ramaria anisata
Ramaria anisata är en svampart som beskrevs av Schild 1982. Ramaria anisata ingår i släktet Ramaria och familjen Gomphaceae.   Inga underarter finns listade i Catalogue of Life.